# Verwaltungsgemeinschaft Bismark (Altmark)
In der Verwaltungsgemeinschaft Bismark (Altmark) waren im sachsen-anhaltischen Landkreis Stendal die Gemeinden Berkau, Büste, Holzhausen, Könnigde, Kremkau und Meßdorf sowie die Stadt Bismark (Altmark) zusammengeschlossen. Verwaltungssitz war Bismark. Am 1. Januar 2005 wurde sie mit der Verwaltungsgemeinschaft Kläden zur neuen Verwaltungsgemeinschaft Bismark/Kläden zusammengeschlossen.